# Matilda I
El Matilda I, cuya designación oficial era Tanque de Infantería Mk I, Matilda I (A11)  fue un tanque de infantería británico de la Segunda Guerra Mundial. A pesar de ser lento, estrecho y armado con una sola ametralladora, tuvo cierto éxito en la Batalla de Francia en 1940, debido a su grueso blindaje que lo protegía ante los disparos de los cañones antitanque alemanes estándar. Sin embargo, era ineficiente para atacar otros tanques a causa de su ligero armamento principal y estaba obsoleto antes de entrar en servicio. La Batalla de Francia fue la única vez que el Matilda I entró en combate. El tanque fue construido con el menor costo de producción posible, ya que el gobierno británico desaba construir cada tanque según un presupuesto muy ajustado durante el rearme previo a la Segunda Guerra Mundial.  No debe confundirse con el modelo posterior llamado Tanque de Infantería Mk II (A12), también conocido como "Matilda II", que asumió el nombre de "Matilda" después de que el Matilda I fuera retirado de primera línea en 1940. Eran diseños completamente separados.

## Desarrollo

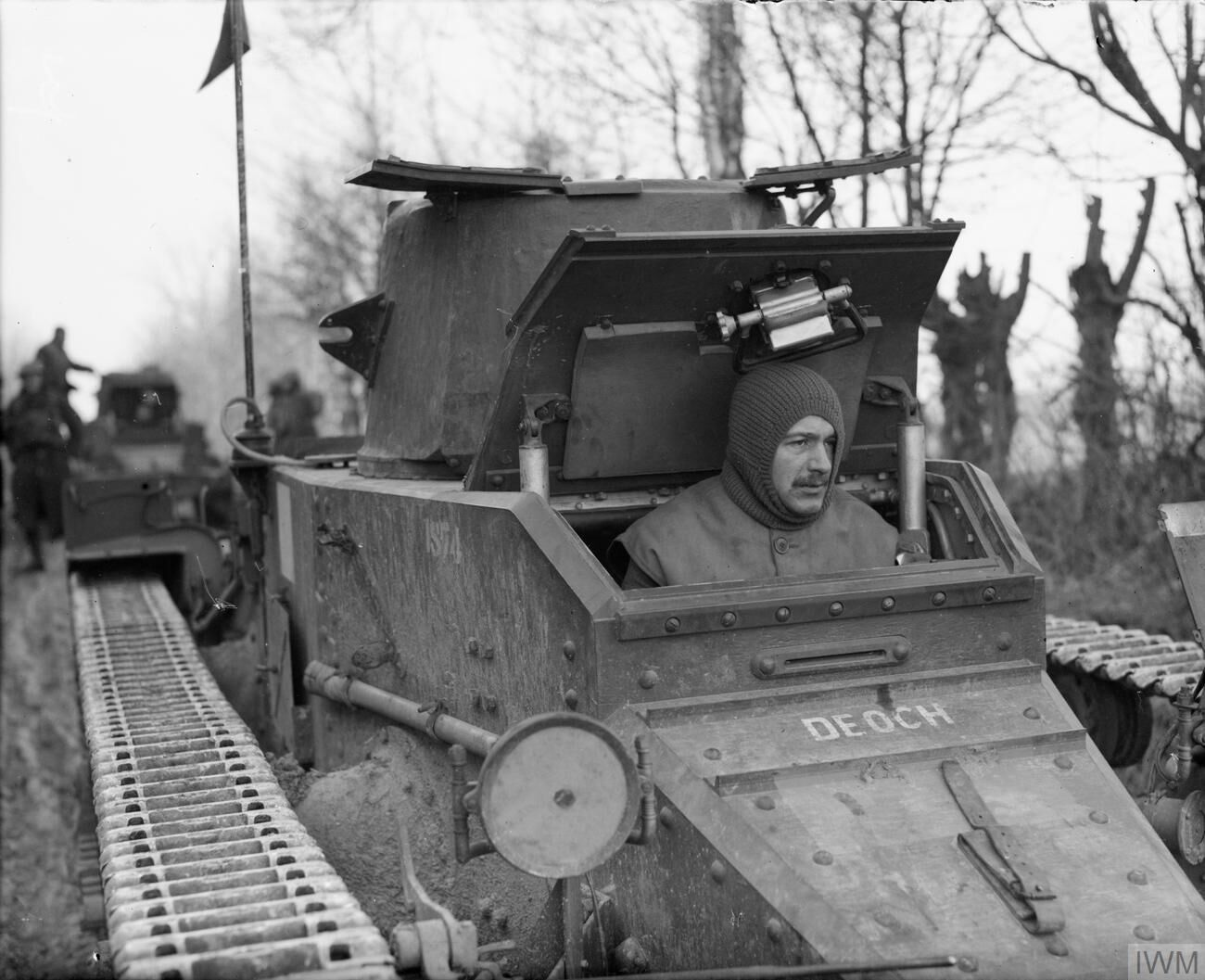
Conductor de un Matilda I en Francia durante el invierno de 1939-1940. Se puede ver el estrecho compartimiento del conductor y cómo la escotilla obstruye el armamento de la torreta

El desarrollo del diseño de Sir John Carden en Vickers-Armstrongs Ltd comenzó en 1935. La especificación del Estado Mayor solicitaba un tanque barato, que exigía el uso de piezas disponibles en el mercado. Resultó en un pequeño vehículo para dos personas con un casco bajo y una pequeña torreta fundida. La torreta estaba equipada con una sola ametralladora pesada, ya sea una ametralladora Vickers de 7,70 mm o una ametralladora Vickers .50 más grande. Diseñado para un rápido suministro y de bajo costo, el A11 usó muchas piezas estándar de otros vehículos: un motor Ford V8, una caja de cambios Fordson, un mecanismo de dirección similar al usado en los tanques ligeros Vickers y una suspensión adaptada del tractor de artillería Mk IV Dragon, que se basó en el tanque Modelo E de 6 toneladas de Vickers.
El casco y la torreta estaban bien protegidos contra las armas antitanque contemporáneas, pero las orugas y el tren de rodaje estaban expuestos y eran más vulnerables que en los tanques que tenían orugas protegidas. La falta de un arma con capacidad antitanque limitó gravemente su utilidad en el campo de batalla. Además de operar la ametralladora, el comandante tenía que dirigir al conductor y operar la radio. Al no haber espacio en la torreta para la radio, se colocó en el casco; el comandante tenía que agacharse en el interior y permanecer casi tendido para operarlo. El puesto del conductor era igualmente estrecho y la torreta no podía girar hacia adelante mientras la escotilla del conductor estaba abierta. La velocidad máxima de 13 km/h se pensó que era suficiente para apoyar un avance de la infantería.
Básicamente, era un tanque de la Primera Guerra Mundial diseñado veinte años después de su fin. Sus diseñadores fueron influenciados por la errónea creencia que el combate en una nueva guerra sería igual al de la Primera Guerra Mundial, donde los tanques eran empleados para atravesar posiciones defensivas fortificadas y estáticas. Por lo tanto, el tanque era obsoleto tanto en su diseño como en su planeado propósito.
Al general Hugh Elles, el Maestro General de Artillería, se le atribuye haberle dado al tanque el nombre de Matilda "debido al diminuto tamaño del vehículo, su forma de pato y escasa velocidad". Sin embargo, el nombre en clave "Matilda" para el proyecto fue creado para la Vickers en el momento de redactar la especificación en 1935. El nombre "Tanque, infantería, Mark I" fue una decisión del Consejo del Ejército de junio de 1940.

## Producción
El primer pedido de sesenta tanques Matilda I se hizo en abril de 1937, seguido de un pedido de sesenta diez días más tarde y otros 19 fueron ordenados en enero de 1939. El tanque permaneció en producción hasta agosto de 1940, con un total de ciento cuarenta producidos, incluido el prototipo. Algunos estaban equipados con la ametralladora pesada Vickers de 12,7 mm en lugar de la ametralladora Vickers de 7,70 mm.

## Historial de combate
Los tanques Matilda I equiparon al 4º Batallón y al 7º Batallón del Regimiento Real de Tanques (RRT). En septiembre de 1939, tras el estallido de la Segunda Guerra Mundial, el 4º RRT se desplegó en Francia con la Fuerza Expedicionaria Británica. Se les unió a principios de mayo de 1940 el 7º RRT y juntos formaron la 1ª Brigada de Tanques del Ejército. Aparte de los tanques ligeros asignados a las diversas divisiones de infantería británicas, esta fue la única fuerza blindada británica en el continente al comienzo de la Batalla de Francia el 10 de mayo de 1940. Los 58 Matilda I y los 16 Matilda II encabezaron el contraataque en la Batalla de Arrás el 21 de mayo, desconcertando temporalmente a la 7ª División Panzer al mando de Rommel. El grueso blindaje de ambos modelos de tanques británicos demostró ser resistente al cañón antitanque alemán estándar de 37 mm y el ataque solo fue detenido por una línea de cañones formada apresuradamente con obuses de 105 mm y cañones antiaéreos de 88 mm, dirigidos personalmente por Rommel. Al día siguiente, solo 26 Matilda I y dos tanques Matilda II todavía estaban operativos.
El 23 de mayo, los tanques del 7º RRT cubrieron la retaguardia en Souchez antes de unirse a la retirada general hacia Dunkerque. Los tanques sobrevivientes de ambos batallones se formaron en una unidad compuesta, que luchó contra otro contraataque en La Bassée. Solo dos tanques llegaron a Dunkerque en las etapas finales de la Operación Dinamo.
Más al sur, en Francia, cinco Matilda I y algunos otros tanques que habían estado en varios depósitos o habían llegado como refuerzos tardíos, formaron la Compañía de Tanques Divisional de la División Beauman, una formación improvisada que se había reunido apresuradamente para defender las bases logísticas británicas en Ruan y Dieppe. El 8 de junio, los tanques apoyaron a la fuerza, principalmente de infantería, en su fallida defensa de los ríos Andelle y Béthune. Posteriormente, la división fue evacuada de Cherburgo durante la Operación Ariel; aunque se trajeron 22 tanques de varios tipos durante estas evacuaciones, no habíán tanques de infantería entre ellos. Un Matilda I capturado fue evaluado por el Ejército alemán, siendo destruido en el proceso. Los Matilda I que se quedaron en el Reino Unido fueron retirados con el fin de ser usados para entrenamiento.
Cierta evidencia reciente sugiere que los Matilda I capturados por los alemanes pudieron haber sido utilizados como vehículos de seguridad interna, probablemente en la Polonia ocupada.

## Ejemplares sobrevivientes
Tres tanques Matilda I se conservan en el Museo de Tanques de Bovington en el Reino Unido. Uno (T3447) está funcional; fue recuperado de un polígono de tiro y restaurado, aunque está propulsado por un motor y una caja de cambios actuales.
El segundo vehículo se fabricó en marzo de 1940 y fue restaurado en la década de 1980. Está funcional y fue pintado para representar al T8106, un tanque del 4º Regimiento Real de Tanques en Francia en mayo de 1940.
El tercer Matilda I es un resto gravemente dañado, que se usó como objetivo de tiro de artillería y se puede encontrar al norte del Centro de Conservación de Vehículos.